# Гжегожев
Ґжеґожев (пол. Grzegorzew, нім. Georgen) — село в Польщі, у гміні Ґжеґожев Кольського повіту Великопольського воєводства.
Населення — 1945 осіб (2011).
У 1975-1998 роках село належало до Конінського воєводства.

## Демографія
Демографічна структура станом на 31 березня 2011 року:
|          | Загалом | Допрацездатний вік | Працездатний вік | Постпрацездатний вік |
| -------- | ------- | ------------------ | ---------------- | -------------------- |
| Чоловіки | 946     | 227                | 623              | 96                   |
| Жінки    | 999     | 214                | 569              | 216                  |
| Разом    | 1945    | 441                | 1192             | 312                  |